# Colmeal (Figueira de Castelo Rodrigo)
Colmeal ist ein Ort und eine ehemalige Gemeinde (Freguesia) im portugiesischen Kreis Figueira de Castelo Rodrigo. Die Gemeinde hatte 41 Einwohner (Stand 30. Juni 2011).
Am 29. September 2013 wurden die Gemeinden Colmeal zur neuen Gemeinde União das Freguesias do Colmeal e Vilar Torpim zusammengeschlossen.